# Nyctimystes pulcher
Nyctimystes pulcher là một loài ếch thuộc họ Pelodryadidae.
Loài này có ở Tây Papua ở Indonesia và Papua New Guinea.
Môi trường sống tự nhiên của chúng là rừng ẩm vùng đất thấp nhiệt đới hoặc cận nhiệt đới, vùng núi ẩm nhiệt đới hoặc cận nhiệt đới, và sông ngòi.